# Храм Ваньшоу
Храм Ваньшоу (кит. упр. 万寿寺, пиньинь wanshou si, палл. Ваньшоу си) — храм на улице Сучжоу Цзе в Пекине. Кроме того, сейчас в здании храма расположен Пекинский Художественный музей.
Построен в 1577 при императоре Мин Ваньли; при династиях Мин и Цин в храме члены императорской фамилии отмечали религиозные праздники.
Храм стал одним из известнейших в Пекине, и в августе 1979 назван «Ключевым культурным достоянием для сохранения». Пекинский художественный музей, размещённый в храме хранит редчайшие культурные реликвии, яшмовые и бронзовые статуэтки времён Шан-Инь и Чжоу (17-й — 3-й век до н. э.), также: фарфор, фаянс, эмали, резные лаковые изделия, резные слоновые бивни, резьба по дереву и многое другое; всего в коллекции около 70,000 предметов.
Музей славится рисунками и каллиграфией времён Мин с 1368 года и Цин; вышивкой времён Мин и Цин и коллекцией китайских и зарубежных монет. Современное Китайское, Японское и вообще азиатское художественное искусство также представлено в музее.